# Amzer'zo

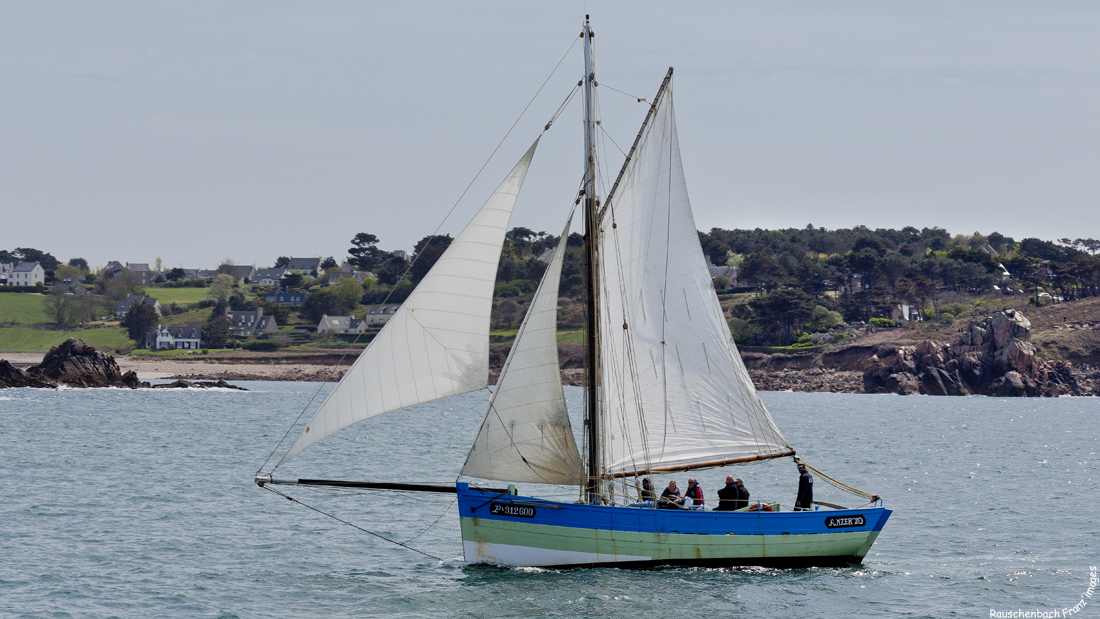
L'Amzer'zo

L'Amzer'zo est un cotre de la Baie de Morlaix.

C'est un voilier de promenade. Son port d'attache actuel est Roscoff en finistère nord.
Son immatriculation est : PL 912600 , PL pour le quartier maritime de Paimpol.

## Histoire
L'Amzer'zo a été construit au chantier Yvon Clochet de Plouguiel en 1996. Il a été conçu comme un flambart de la Baie de Saint-Brieuc mais son premier propriétaire et constructeur a préféré le gréer  en cotre avec une grand-voile à corne et un fléche, une trinquette et un foc sur le bout-dehors.
Après restauration, son nouveau propriétaire, Eric Depoix ostréiculteur au Dourduff-en-Mer Plouézoc'h, l'a remis à l'eau pour les Fêtes maritimes en baie de Morlaix en 2015.
Il a participé à différentes éditions des Fêtes maritimes de Brest : Brest 2008 et Les Tonnerres de Brest 2012. 
Il proposera des sorties en mer lors de Brest 2016, Douarnenez 2016 et temps fête Douarnenez 2018.